# Bombardement de la base aérienne d'Al-Chaayrate
Guerre civile syrienne
Batailles
Le bombardement de la base aérienne d'Al-Chaayrate est un évènement militaire et politique qui survient lors de la guerre civile syrienne, dans la nuit du 6 au 7 avril 2017.
Cette attaque est menée par les États-Unis contre les forces armées syriennes, à l'aide de 59 missiles Tomahawk. Elle constitue une réaction à l'attaque chimique de Khan Cheikhoun, perpétré quelques jours plus tôt par l'armée syrienne au moyen d'armes chimiques. C'est la première attaque directe de l'armée américaine contre le régime syrien depuis le début du conflit. Elle est destinée à rappeler au régime syrien que l'utilisation d'armes chimiques constitue une infraction à la Convention sur l'interdiction des armes chimiques et que les puissances internationales ne sont pas prêtes à la tolérer.

## Prélude
Au printemps 2017, grâce au soutien de la Russie et de l'Iran, la situation militaire et diplomatique est favorable au régime syrien de Bachar el-Assad. Le 30 mars 2017, les États-Unis annoncent devant l'ONU que le départ de Bachar el-Assad n'est plus pour eux une priorité,. Conforté par son alliance avec la Russie et par le retrait américain, le régime syrien pense alors être à l'abri d'une intervention extérieure.
Le 4 avril 2017, à Khan Cheikhoun, au nord du Hama, une attaque au gaz sarin menée par l'armée syrienne fait une centaine de morts parmi la population civile.
L'attaque chimique provoque le revirement des Américains qui accusent aussitôt le régime syrien,. Dans un communiqué publié par la Maison-Blanche, le président américain Donald Trump accuse même son prédécesseur, Barack Obama, d'être responsable de l'attaque : « Ces odieuses actions du régime de Bachar el-Assad sont une conséquence de la faiblesse et de l'indécision du gouvernement précédent. Le président Obama a dit en 2012 qu'il établirait une “ligne rouge” contre l'utilisation d'armes chimiques, et ensuite, il n'a rien fait ». Cependant, en 2013, dans les jours qui avaient suivi le massacre de la Ghouta, Trump s'était dit opposé à une intervention militaire contre la Syrie, mais après le massacre de Khan Cheikhoun, il déclare : « L'attaque contre des enfants a eu un fort impact sur moi. Un fort impact. [...] Ça a été une chose horrible, horrible [...] Et il est très, très possible, et je dois dire que c'est déjà le cas, que mon attitude face à la Syrie et Assad a beaucoup changé »,. Selon le journaliste Bob Woodward, Donald Trump demande même au secrétaire à la Défense James Mattis de tuer Bachar el-Assad, mais celui-ci organise une riposte plus mesurée, que le président américain finit par valider,. Cette version est d'abord démentie en septembre 2018 par Donald Trump qui affirme que « cela n’a jamais été même discuté […]. Cela n’a jamais été même envisagé », mais en septembre 2020 il reconnait avoir bien eu l'intention d'éliminer Bachar el-Assad et s'être heurté à l'opposition de James Mattis : « J’aurais préféré l’éliminer. J’avais veillé à ce que cela soit planifié. [...] Mattis ne voulait pas le faire. Mattis était un général largement surestimé, et je m’en suis séparé ».

## Déroulement
Après cette attaque chimique, les États-Unis font volte-face et déclenchent des représailles contre le régime syrien : le 7 avril 2017 à 4 h 40 heure locale, les destroyers USS Porter (DDG-78) et USS Ross (DDG-71) de la classe Arleigh Burke sous commandement de la Sixième flotte des États-Unis tirent 60 missiles de croisière BGM-109 Tomahawk, un d'entre eux s'abimant en mer , contre la base aérienne d'Al-Chaayrate, près de Homs. Les systèmes antiaériens de l'armée syrienne sont impuissants contre les missiles Tomahawk et la base est presque totalement détruite,.
Le président américain Donald Trump déclare le matin du 7 avril que l'aéroport d'Al-Chaayrate a été visé car c'est depuis cette base aérienne que l'attaque chimique a été menée sur Khan Cheikhoun,. Les États-Unis déclarent aussi que la Russie a été prévenue à l'avance pour éviter que des militaires russes présents sur la base ne soient touchés par les frappes,. La France et l'Allemagne indiquent également avoir été informées. Il s'agit de la première attaque américaine directe contre l'armée syrienne depuis le début de la guerre civile, à l'exception d'un tir accidentel le 17 septembre 2016, lors de la bataille de Deir ez-Zor, qui avait tué une soixantaine de soldats syriens,,.
Après les frappes, l'Observatoire syrien des droits de l'homme (OSDH) affirme que : « L'aéroport a été presque totalement détruit : les avions, le tarmac, le dépôt de carburant et le bâtiment de la défense aérienne ont été pulvérisés ». Le capitaine de vaisseau Jeff Davis, un porte-parole du Pentagone, déclare également que les frappes ont visé des avions, des hangars renforcés pour avions, des stockages de carburant, de munitions, des défenses anti-aériennes, des radars, mais pas la piste. Il déclare qu'il s'agit d'une « réponse proportionnée » à l'attaque de Khan Cheikhoun, destinée à « dissuader le régime d'utiliser à nouveau des armes chimiques ».
La piste de l'aéroport n'est pas touchée et, dès le lendemain, le régime syrien fait décoller deux appareils depuis la base d'Al-Chaayrate pour aller bombarder des positions de l'État islamique dans l'est du gouvernorat de Homs,.

## Les pertes
Selon l'Observatoire syrien des droits de l'homme, au moins neuf militaires syriens sont tués ou mortellement blessés, dont cinq officiers, parmi lesquels un colonel ; plusieurs autres sont grièvement blessés,,,,. Le gouverneur de la province de Homs, Talal Barazi, déclare quant à lui que le bilan est de six morts et sept blessés. SANA, l'agence de presse officielle du régime syrien, déclare aussi que neuf civils ont été tués, dont quatre enfants, et sept blessés dans les villages environnant la base,.
Selon Rossiya 24, neuf avions ont été détruits et cinq ont échappé aux frappes. Selon le journaliste Arnaud Delalande, entre 12 et 15 avions syriens — des MiG-23, des Su-22 et des Su-24 — étaient probablement stationnés à Al-Chaayrate. Le Pentagone revendique quant à lui la destruction de 20 avions. Le 10 avril, James Mattis, le secrétaire américain à la défense, déclare que les frappes ont « endommagé ou détruit des installations de carburant et de munitions, des défenses aériennes, et 20 % des appareils opérationnels de la Syrie. [...] Le gouvernement syrien a perdu la capacité de ravitailler en carburant ou de réarmer des avions de la base d’Al-Chaayrate et, pour l’instant, l’usage de la piste a peu d’intérêt militaire ». Bachar el-Assad dément et déclare dans une interview à l'AFP le 12 avril : « Notre puissance de feu, notre capacité à attaquer les terroristes n'a pas été affectée par cette frappe ».

## Réactions internationales

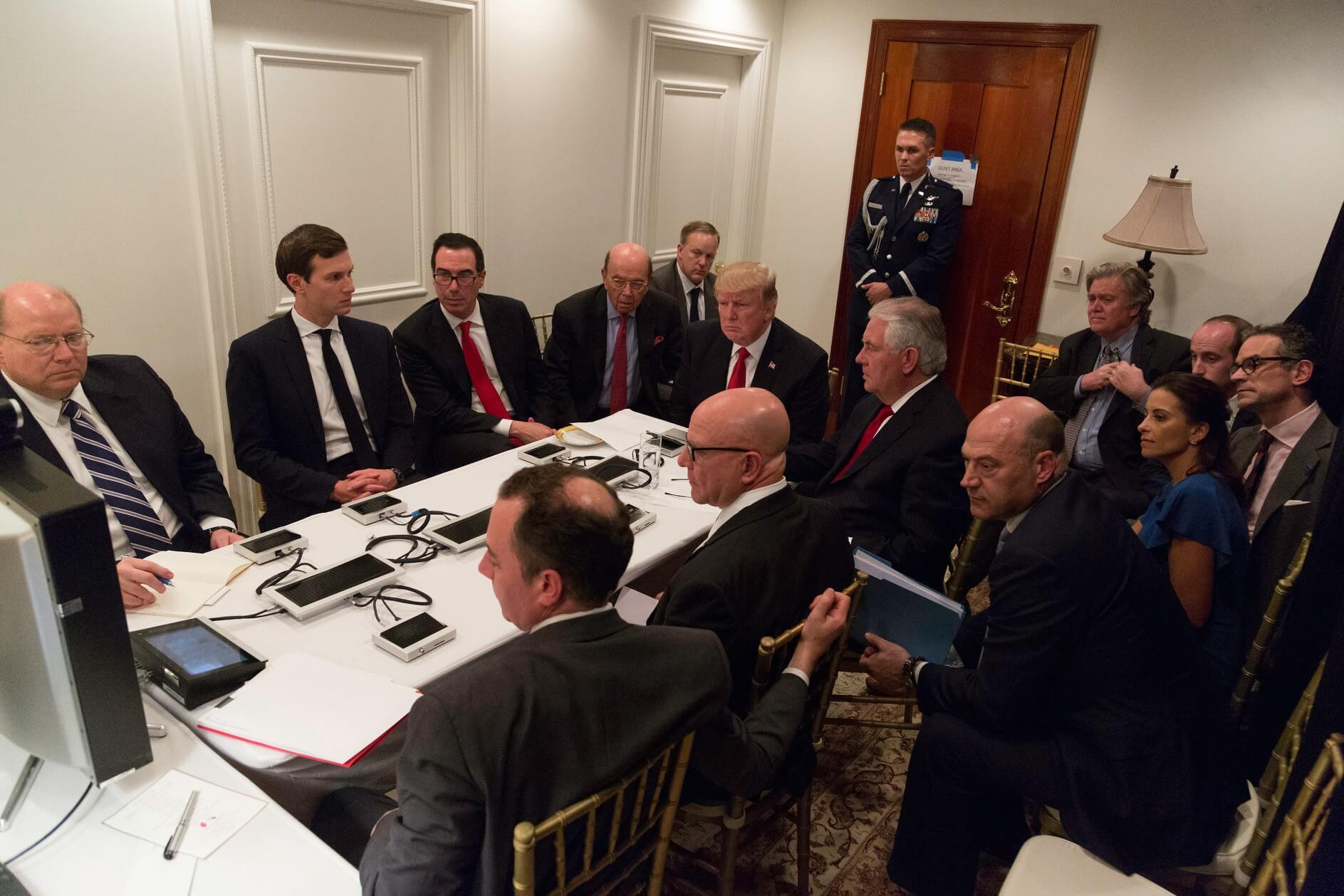
Réception de Donald Trump

Les frappes aériennes sont approuvées par l'Allemagne, l'Arabie saoudite, l'Australie, Bahreïn, le Canada, le Danemark, les Émirats arabes unis, l'Espagne, l'Estonie, la France, la Géorgie, Israël, l'Italie, le Japon, la Jordanie, le Koweït, la Lettonie, la Lituanie, la Pologne, le Qatar, le Royaume-Uni, la Turquie,, l'Ukraine et quelques autres pays.
La Russie, de son côté, dénonce une « agression » contre un « État souverain » et estime que ces frappes causent « un préjudice considérable » aux relations russo-américaines. L'Iran condamne aussi « vigoureusement » les frappes américaines ainsi que la Corée du Nord qui les qualifie « d'acte d'agression intolérable ». Moscou annonce également qu'il suspend son accord avec les États-Unis sur la prévention des incidents aériens. Conclu en octobre 2015, celui-ci visait à empêcher les incidents entre les avions des deux pays dans le ciel syrien.

### Syrie
La Syrie a condamné l'attaque dans les médias d'État, la qualifiant d'« acte d'agression » et affirmant qu'elle a causé des pertes. Pendant ce temps, l'armée syrienne a déclaré que sa réponse sera de continuer à « écraser le terrorisme » et de restaurer « la paix et la sécurité pour tous les Syriens ».
L'opposition politique syrienne en exil déclare espérer « la poursuite des frappes ». Najib Ghadbian, un représentant de la Coalition nationale des forces de l'opposition et de la révolution, a accueilli positivement les attaques : « Elles sont d'abord de bonnes mesures, mais nous tenons à faire partie d'une stratégie plus vaste qui vise à mettre fin aux massacres, à la fin de l'impunité et, finalement, nous espérons que cela mènera à une sorte de transition politique [en Syrie] ». Mohammad Allouche, membre de Jaych al-Islam et du Haut Comité des négociations de l'opposition syrienne (HCN), déclare cependant que « frapper un seul aéroport n'est pas suffisant » et indique qu'il y a « 26 aéroports » utilisés par le régime pour « bombarder les civils ».

### États-Unis
Les frappes américaines sont approuvées par la majorité des élus républicains et démocrates.
Paul Ryan, le président de la Chambre des représentants, déclare que « Cette action est appropriée et juste » et que « ces frappes tactiques démontrent au régime Assad qu’il ne peut plus compter sur l’inaction américaine quand il commet des atrocités contre le peuple syrien ». Le leader de la minorité à la Chambre Nancy Pelosi a jugé que « les bombardements de ce soir en Syrie sont une réponse proportionnelle à l'utilisation par le régime (syrien) d'armes chimiques ». Le chef de la minorité au Sénat, le démocrate Chuck Schumer, déclare quant à lui que : « faire payer un prix à Assad lorsqu’il commet de telles atrocités est une bonne chose. [...] L’administration Trump doit adopter une stratégie et consulter le Congrès avant de l’appliquer ». Les sénateurs John McCain (R–AZ) et Lindsey Graham (R–SC) : « à la différence de la précédente administration, le président Trump a été confronté à un épisode charnière en Syrie et a pris des mesures. Pour ça, il mérite le soutien du peuple américain ». John McCain, partisan de longue date d'une intervention militaire contre le régime d'Assad, réclame également une nouvelle stratégie : « La première mesure d’une telle stratégie doit être de mettre l’armée de l’air d’Assad [...] complètement hors de combat ». Le sénateur Marco Rubio (R–FL) a jugé ce bombardement une « étape importante et décisive ».
D'autres parlementaires ont critiqué l'action du président Trump. Le sénateur républicain Rand Paul tweete : « Bien que nous condamnions les atrocités en Syrie, les États-Unis n’ont pas été attaqués ». Le représentant Ted Lieu tweete également: « Cela a été fait sans débat au Congrès et aucune explication pour le peuple américain ». Seth Moulton (D–MA) a tweeté, « Si [le Président Trump] se soucie assez du peuple syrien pour le lancement de 50 missiles Tomahawk, mais pas assez pour que les victimes d'Assad trouvent un refuge et de la liberté ici ». La représentante Tulsi Gabbard (D–HI) a déclaré, « Cette escalade est à courte vue et mènera à plus de morts civils, plus de réfugiés, au renforcement d'Al-Qaïda et d'autres terroristes, et à une possible guerre nucléaire entre les États-Unis et la Russie »,.
L'extrême droite pro-Trump s'oppose quant à elle aux frappes contre le régime syrien ; certains de ses membres affirment que le président a été « manipulé », ils avancent plusieurs théories du complot et nient la responsabilité de Bachar el-Assad dans le massacre de Khan Cheikhoun,,.

## Conséquences
Le bombardement de la base aérienne d'Al-Chaayrate semble être sans grande conséquence pour le régime syrien,,,. De plus les États-Unis semblent toujours n'avoir établi aucune stratégie en Syrie,.
Selon Thomas Pierret, chercheur à l'Université d'Édimbourg : « Le message américain se cantonne au fait de sanctionner l'utilisation d'armes chimiques par l'armée syrienne et ne va pas au-delà. Si Washington avait frappé un nombre significatif de bases, cela aurait eu un véritable impact sur la capacité militaire syrienne. [...] Le régime a peut-être sous-estimé la réaction de Trump. Désormais, il sait qu'il ne craint rien s'il n'utilise plus d'agent chimique. Rien dans le message du président américain ne peut l'amener à penser le contraire ».
Pour Fabrice Balanche, chercheur associé au Washington Institute for Near East Policy : « Sous le coup de la colère et vis-à-vis de son opinion publique, le président américain devait réagir à l'attaque chimique de Khan Cheikhoun, mais il n'a pas de solution alternative à Bachar el-Assad et ne souhaite pas d'escalade ».
Pour Frédéric Pichon, chercheur à l'Université François-Rabelais : « C'est peut-être une manière d'adresser un message aux Russes pour leur dire de mieux tenir leur allié syrien, de mieux le contrôler », il estime aussi qu'« Il y a beaucoup de politique intérieure là-dedans. Il était en difficulté depuis son arrivée au pouvoir, il était accusé de collusion avec la Russie. Il ne faut pas non plus oublier qu'il a ordonné ces frappes alors même qu'il était en rendez-vous avec le président chinois. Donald Trump a voulu montrer les muscles ».
Les États-Unis excluent tout changement de stratégie et maintiennent leur soutien à des négociations de paix, mais pour Thomas Pierret : « Il en faudrait beaucoup plus pour faire plier le régime. Pour cela, il faudrait que l'administration américaine assortisse son discours sur une transition politique d'une menace de frappes » et pour Fabrice Balanche : « Le régime ne négocie jamais en position de faiblesse. Il ne veut qu'imposer son diktat ».

### Vidéographie
- [vidéo] U.S. Navy, « US strikes in Syria launched from USS Porter », sur youtube, 7 avril 2017.
- [vidéo] France 24, « Syrie : les frappes américaines changeront-elles la donne ? », sur youtube, 7 avril 2017.